# 安達心平
安達 心平（あだち しんぺい、1992年5月9日 - ）は、日本の俳優、タレント。オフィスキイワード所属。

## 概要
三重県四日市市出身。東京アナウンス学院卒業。子役から活動しており、現在は、キャスター、ラジオDJ、ナレーションでも活動。

## 出演

### テレビドラマ
- 竜馬におまかせ（1996年、日本テレビ） - 少年 役
- 総理と呼ばないで（1997年、フジテレビ）
- 甘い結婚（1998年、フジテレビ系列） - 唯野喜一 役
- はみだし刑事情熱系年末スペシャル（1998年、テレビ朝日） - 佐竹勝 役
- 元禄繚乱（1999年、NHK大河ドラマ）- 柳沢兵部 役
- 古畑任三郎第36回「追いつめられて（雲の中の死）」（1999年6月8日、フジテレビ系）- スマトラからの帰りの飛行機内の少年 役
- 京都始末屋事件ファイル（1999年、テレビ朝日） - 田村洋 役
- お気らく主婦の大冒険4（2002年、フジテレビ） - 松岡慎一郎 役

### 映画
- みちくさ日和（1998年）

### 舞台
- 鳥羽一郎公演（新宿コマ劇場）

### テレビアニメ
- serial experiments lain（1998年、テレビ東京） - 子供 役

### CM
- TAKARA
  - カルシウムパーラー
- NEWイオンマルチクリーナー
- ナショナル
  - パルックボール
  - ナショナル エオリア
  - ナショナル掃除機
  - ナショナル冷蔵庫TANTO
- P&Gミューズ
- ブリヂストン
  - ミスタータイヤマン
- ハウス
  - シチューミクス
- シャディ
- NTT東日本
- NTT西日本

### ナレーション
- 「ナローゲージの聖地」〜内部・八王子線〜（四日市市による四日市あすなろう鉄道内部線・八王子線のプロモーション映像）[1][2]